# Rio do Pinto
O rio do Pinto é um rio brasileiro do estado de Santa Catarina.